# 伊莎·安巴尼
伊莎·安巴尼（英語：Isha Ambani，1991年10月23日—）是印度女商人和信实工业旗下信实電訊公司（Reliance Jio Infocomm Limited）和零售主管。
毕业于美国耶鲁大学，安巴尼的父亲是印度和亚洲首富穆克什·安巴尼。2008年，安巴尼在福布斯全球最年輕女繼承人榜上排名第二。